# Richard Schayer
Richard Schayer (13 de dezembro de 1880 — 13 de março de 1956) foi um roteirista americano. Ele escreveu para mais de 100 filmes entre 1916 e 1956. Ele nasceu em Washington, DC, filho do coronel George Frederick Schayer e da escritora Julia Schayer, e morreu em Hollywood, Califórnia. Ele foi um dos sete executivos de estúdio que trabalharam na Universal Pictures durante a época de ouro da gestão de Laemmle.

## Filmografia selecionada
- Blindfolded (1918)
- The Dragon Painter (1919)
- The Tong Man (1919)
- An Arabian Knight (1920)
- The Killer (1921)
- The Spenders (1921)
- The Lure of Egypt (1921)
- Black Roses (1921)
- The Ramblin' Kid (1923)
- The Thrill Chaser (1923)
- Hook and Ladder (1924)
- Ride for Your Life (1924)
- Ridgeway of Montana (1924)
- The Dangerous Flirt (1924)
- Silk Stocking Sal (1924)
- The Ridin' Kid from Powder River (1924)
- The Man in Blue (1925)
- The Calgary Stampede (1925)
- Beauty and the Bad Man (1925)
- The Seventh Bandit (1926)
- The Frontier Trail (1926)
- Rustlers' Ranch (1926)
- The Terror (1926)
- Devil-May-Care (1929)
- Where East is East (1929)
- Hallelujah! (1929)
- Trader Horn (1931)
- Private Lives (1931)
- Night World (1932)
- The Black Arrow (1948)
- The Iroquois Trail (1950)
- Kim (1950)
- Children of Pleasure (1930)
- Indian Uprising (1952)
- Khyber Patrol (1954)